# Лисовский, Павел Михайлович
Павел Михайлович Лисовский (1801—1867) — русский военачальник, генерал-майор, герой Кавказских походов.

## Биография
Родился в 1801 году. Происходил из дворян Минской губернии. В 1818 году рядовым поступил в Дворянский полк, из которого выпущен 14 октября 1821 года прапорщиком в 12-й егерский полк.
В 1831 году Лисовский принимал участие в подавлении восстания в Польше и за отличие был награждён орденом Св. Анны 4-й степени и польским Знаком отличия за военное достоинство (Virtuti Militari) 4-й степени.
По возвращении из Польши Лисовский был переведён в войска Отдельного Кавказского корпуса, был зачислен в Мингрельский егерский полк. С тех пор он постоянно принимал участие в походах против горцев.
3 декабря 1842 года майор Лисовский был награждён орденом Св. Георгия 4-й степени (№ 6679 по кавалерскому списку Григоровича — Степанова)
В деле против горцев 19-го июня 1841 года на урочище Бегляр-Курган, с вверенною ему 3-ю карабинерною ротою Мингрельского егерского полка был в составе передовой колонны из трёх батальонов, двинувшейся под командою полковника князя Андроникова, против пятитысячного сборища чеченцев и ауховцев, предводительствуемых сообщником Шамиля — Улубей-муллою. Майору Лисовскому было поручено занять высоту, командовавшую полем сражения, что он исполнил с неожиданной быстротой и блестящим успехом, несмотря на упорное сопротивление неприятеля, несравненно сильнейшего его роты. Оттеснённые горцы, чувствуя однако важность этого пункта, устремили на оный главные свои силы до 2000 человек и употребили всевозможные усилия, чтобы выбить майора Лисовского из занятой им позиции; но храбрый офпцер этот отражал все их натиски и удерживал высоту некоторое время один со своей ротой. Подкреплённый впоследствии, он принудил горцев к совершенному отступлению и тем дал решительный оборот сражению в нашу пользу. В деле этом майор Лисовский был ранен сначала ружейной пулей в правую ногу, по, понимая всю важность оберегаемой им позиции, он не делал даже перевязки, не оставлял места сражения и продолжил распоряжаться с хладнокровием до отступления горцев.
В 1845 году Лисовский вновь отличился и был награждён орденами св. Станислава 2-й степени и Св. Анны 2-й степени (императорская корона к этому ордену пожалована в 1850 году).
6 декабря 1850 года Лисовский был произведён в полковники. Во время Восточной войны он по-прежнему находился на Северном Кавказе и участия в делах против турок не принимал. 8 января 1856 года был назначен командиром Самурского пехотного полка.
В кампаниях 1857—1858 годов на Западном Кавказе Лисовский вновь успешно проявил себя и был удостоен ордена Св. Владимира 3-й степени и золотого оружия с надписью «За храбрость».
20 октября 1859 года Лисовский с производством в генерал-майоры вышел в отставку и поселился в Пятигорске, где и скончался 22 декабря 1867 года.